# Kreis Herford
Kreis Herford ligger i regeringsdistriktet  Detmold i Nordrhein-Westfalen. Hovedparten af Kreis Herford ligger i  Ravensberger Hügelland og hører til de tættest befolkede  (Land-)Kreise i Tyskland. 

## Kommuner
Kreisen havde 250783  indbyggere pr.  2018-12-31

Bykommuner (Städte): 
1. Bünde (45521)
2. Enger (20461)
3. Herford (66608)
4. Löhne (39697)
5. Spenge (14487)
6. Vlotho (18429)

Landkommuner (Gemeinden): 
1. Hiddenhausen (19767)
2. Kirchlengern (16029)
3. Rödinghausen (9784)